# A román lej (1952) pénzérméi
Az 1952. január 28-ától hivatalos román lej pénzérméi a lejkészpénz részét képezték. 

## A Román Népköztársaság veretei
Az érméket a lakosság mindenféle tájékoztatása nélkül végrehajtott pénzreform részeként készítették a Szovjetunióban a moszkvai pénzverdében, címleteloszlásuk a szovjet mintát követte. Az 1952 utáni veretek már Bukarestben készültek.

## A Román Köztársaság veretei (1990-2005)
A rendszerváltás utáni súlyos infláció miatt az addigi bankjegycímleteket hamarosan fémpénzekkel kellett helyettesíteni. Míg 1989-ben a százlejes a legnagyobb papírcímlet volt, 1991-ben már fém százasokat vertek. Mivel az ország új címeréről csak 1992-ben döntöttek, a döntést megelőzően tervezett címleteken nem szerepelt címer. Eleinte bevont acélból készültek az érmék, majd az ötszáz lejestől kezdve alumínium-magnézium ötvözetet használtak. A legnagyobb forgalmi címlet az ötezer lejes volt. A 2005-ös pénzreform egyúttal új érmék bevezetését is maga után vonta.
| Kép                   | Kép               | Névérték         | Műszaki paraméterek | Műszaki paraméterek | Műszaki paraméterek | Műszaki paraméterek | Leírás                  | Leírás                                               | Leírás                                     | Dátumok          | Dátumok          | Dátumok          |
| Előlap                | Hátlap            | Névérték         | Átmérő              | Vastagság           | Tömeg               | Összetétel          | Perem                   | Előlap                                               | Hátlap                                     | Első veret       | Kibocsátás       | Visszavonás      |
| Forgalmi veretek      | Forgalmi veretek  | Forgalmi veretek | Forgalmi veretek    | Forgalmi veretek    | Forgalmi veretek    | Forgalmi veretek    | Forgalmi veretek        | Forgalmi veretek                                     | Forgalmi veretek                           | Forgalmi veretek | Forgalmi veretek | Forgalmi veretek |
| --------------------- | ----------------- | ---------------- | ------------------- | ------------------- | ------------------- | ------------------- | ----------------------- | ---------------------------------------------------- | ------------------------------------------ | ---------------- | ---------------- | ---------------- |
| [[Fájl:\|42.5px]]     | [[Fájl:\|42.5px]] | 1 L              | 19 mm               |                     | 2,5 g               |                     |                         | ROMANIA, BNR, verési évszám                          | Értékjelzés, búzakalász                    | 1992.            |                  |                  |
| [[Fájl:\|42.5px]]     | [[Fájl:\|42.5px]] | 1 L              | 19 mm               |                     | 2,5 g               |                     |                         | Címer, verési évszám                                 | ROMANIA, értékjelzés                       | 1993.            |                  |                  |
| [[Fájl:\|42.5px]]     | [[Fájl:\|42.5px]] | 5 L              | 21 mm               |                     | 3,35 g              |                     |                         | Címer, verési évszám                                 | ROMANIA, értékjelzés                       | 1992.            |                  |                  |
| [[Fájl:\|42.5px]]     | [[Fájl:\|42.5px]] | 10 L             | 23 mm               |                     | 4,65 g              |                     | Motívumok               | ROMANIA, 22 DECEMBRIE 1989, a román zászló olajággal | Értékjelzés, verési évszám                 | 1990.            |                  |                  |
| [[Fájl:\|42.5px]]     | [[Fájl:\|42.5px]] | 10 L             | 23 mm               |                     | 4,65 g              |                     |                         | Címer, verési évszám                                 | ROMANIA, értékjelzés                       | 1993.            |                  |                  |
| [[Fájl:\|42.5px]]     | [[Fájl:\|42.5px]] | 20 L             | 24 mm               |                     | 5 g                 |                     |                         | ROMANIA, ŞTEFAN CEL MARE, III. István                | Értékjelzés, verési évszám                 | 1991.            |                  |                  |
| [[Fájl:\|42.5px]]     | [[Fájl:\|42.5px]] | 50 L             | 26 mm               |                     | 5,9 g               |                     |                         | ROMANIA, ALEXANDRU IOAN CUZA, Alexandru Ioan Cuza    | Értékjelzés, verési évszám                 | 1991.            |                  |                  |
| [[Fájl:\|42.5px]]     | [[Fájl:\|42.5px]] | 100 L            | 29 mm               |                     | 8,75 g              |                     | ROMANIA                 | ROMANIA, MIHAI VITEAZUL, Vitéz Mihály                | Értékjelzés, verési évszám                 | 1991.            |                  |                  |
| [[Fájl:\|42.5px]]     | [[Fájl:\|42.5px]] | 500 L            | 25 mm               |                     | 3,7 g               | 97% Al 3% Mg        | ROMANIA                 | Címer, verési évszám                                 | ROMANIA, értékjelzés                       | 1999.            |                  |                  |
| [[Fájl:\|42.5px]]     | [[Fájl:\|42.5px]] | 1000 L           | 22 mm               |                     | 2 g                 | 97% Al 3% Mg        | Felváltva sima és recés | CONSTANTIN BRANCOVEANU, Constantin Brâncoveanu       | ROMANIA, címer, értékjelzés, verési évszám | 2000.            |                  |                  |
| [[Fájl:\|42.5px]]     | [[Fájl:\|42.5px]] | 5000 L           | 24 mm, 12-szögű     |                     | 2,5 g               | 97% Al 3% Mg        | Sima                    | Címer, verési évszám                                 | ROMANIA, értékjelzés                       | 2001.            |                  |                  |
| Forgalmi emlékveretek |                   |                  |                     |                     |                     |                     |                         |                                                      |                                            |                  |                  |                  |
| [[Fájl:\|42.5px]]     | [[Fájl:\|42.5px]] | 10 L             | 23 mm               |                     | 4,65 g              |                     |                         |                                                      |                                            | 1995.            |                  |                  |
| [[Fájl:\|42.5px]]     | [[Fájl:\|42.5px]] | 500 L            | 25 mm               |                     | 3,7 g               |                     |                         |                                                      |                                            | 1999.            |                  |                  |